# Jiří Hejský
Jiří Hejský (23 novembre 1927 – 23 luglio 1998) è stato un calciatore cecoslovacco, ceco dal 1993, di ruolo centrocampista.